# Craniospermum subvillosum
Craniospermum subvillosum là loài thực vật có hoa trong họ Mồ hôi. Loài này được Lehm. mô tả khoa học đầu tiên năm 1818.